# Hưng Hà (thị trấn)
Hưng Hà là thị trấn huyện lỵ cũ của huyện Hưng Hà, tỉnh Thái Bình, Việt Nam.

## Địa lý
Thị trấn Hưng Hà có diện tích 5,50 km², dân số năm 2015 là 10.000 người, mật độ dân số đạt 1.818 người/km².

## Hành chính
Thị trấn Hưng Hà được chia thành 10 tổ dân phố gồm: Đồng Tu 1; Đồng Tu 2; Thị Độc; Duyên Phúc; Thọ Mai; Nhân Cầu 1; Nhân Cầu 2; Nhân Cầu 3; Đãn Chàng 1; Đãn Chàng 2.

## Lịch sử
Ngày 21 tháng 6 năm 1989, Hội đồng Bộ trưởng ban Quyết định số 72-HĐBT thành lập thị trấn Hưng Hà, thị trấn huyện lỵ huyện Hưng Hà trên cơ sở toàn bộ diện tích và dân số của xã An Đồng.
Theo Nghị quyết số 1664/NQ-UBTVQH15 tháng 6 năm 2025, sáp nhập toàn tỉnh Thái Bình vào tỉnh Hưng Yên. Thành lập xã Hưng Hà trên cơ sở hợp nhất toàn bộ diện tích tự nhiên và dân số của 7 đơn vị hành chính của huyện là các xã Hòa Bình, Minh Khai, Thống Nhất, Kim Trung, Hồng Lĩnh, Văn Lang và thị trấn Hưng Hà.